# WTA do Rio de Janeiro de 2016
O WTA do Rio de Janeiro de 2016, (ou Rio Open de 2016), foi um torneio profissional feminino de tênis disputado em quadras de saibro ao ar livre entre os dias 15 e 21 de fevereiro no Rio de Janeiro, no Brasil. Realizado no Jockey Club Brasileiro e de nível WTA International, foi a terceira edição do torneio.

## Campeãs

### Simples
- Francesca Schiavone derrotou  Shelby Rogers por 2–6, 6–2, 6–2

### Duplas
- Veronica Cepede Royg /  María Irigoyen derrotou  Tara Moore /  Conny Perrin por 6–1, 7–65